# 1985 en journalisme
Cet article présente les faits marquants de l'année 1985 en journalisme.

## Évènements
- Création de l'hebdomadaire économique La Tribune[1].
- Fondation de l'organisation Reporters sans frontières.